# Pinus maximartinezii
Pinus maximartinezii é uma espécie de pinheiro originária do Novo Mundo. Faz parte do grupo de espécies de pinheiros com área de distribuição na América Central, Caraíbas, México, sul do Arizona e Novo México.
Extrai-se madeira e uso comercial do pinhão.